# Франсиско Масіас Нгема
Франсиско Масіас Нгема Бійого Н'єге Ндонг (ісп. Francisco Macías Nguéma Bijogo Ñegue Ndong; 1924 — 29 вересня 1979) — перший президент Екваторіальної Гвінеї, перебував при владі з 12 жовтня 1968 до 3 серпня 1979 (з 1972 року довічно).
Належав до племені фанґ. Один з найбільш одіозних африканських диктаторів, привів країну до повного економічного і політичного колапсу. Був усунутий від влади 3 серпня 1979 в результаті військового перевороту, організованого його племінником підполковником Теодоро Обіанг Нгема Мбасого, страчений 29 вересня 1979.